# 이태종 (법조인)
이태종(李太鍾, 1960년 ~)은 제10대 서울서부지방법원장을 역임하고 서울고등법원 부장판사에 재직 중인 대한민국의 법관이다.

## 생애
1960년 전라북도 김제시에서 태어난 이태종은 전주고등학교와 서울대학교 법학과를 졸업하고 1983년 제25회 사법시험 합격하여 제15기 사법연수원과 군 법무관을 마치고 1989년 전주지방법원 판사에 임용되어 서울고등법원 판사와 대법원 재판연구관을 거쳐 2003년 수원지방법원 부장판사에 임명되었다. 2005년 서울행정법원, 2007년 2월 특허법원, 2009년 2월 인천지방법원, 2010년 2월 서울고등법원으로 전보되었으며 인천지방법원에서 재직할 때와 2015년 2월에 수석부장판사를 맡았다. 2015년 8월에  법원장이 대법관에 임명되어 공석인 서울서부지방법원 법원장에 임명되었으며 2018년 2월에 서울고등법원으로 복귀하였다.
대법원 재판연구관으로 재직하면서 상사법, 기업법 분야를 4년간 전담했으며 서울행정법원과 서울고등법원 조세 전담 재판장을 역임했다.